# Josef Wagner (Radsportler)
Josef Wagner (* 23. April 1916 in Zürich; † 25. September 2003 in Bad Ragaz) war ein Schweizer Radsportler.
Josef Wagner begann seine Profi-Karriere 1939, nachdem er 1938 bereits Vize-Weltmeister im Strassenrennen der Amateure geworden war. 1941 feierte er seinen grössten Erfolg, als er die Tour de Suisse vor seinem Landsmann Werner Buchwalder für sich entscheiden konnte. 1943 konnte er einige Schweizer Eintagesrennen für sich entscheiden. Wegen des Zweiten Weltkriegs fanden in dieser Zeit nur wenige Rennen, und wenn, nur in der Schweiz statt. 1944 und 1945 verpasste er zweimal die Schweizer Meisterschaft im Strassenrennen nur knapp und wurde beide Male Zweiter. 1946 konnte er eine Etappe bei der Tour de Suisse gewinnen und wurde im Gesamtklassement Zweiter hinter Gino Bartali. Im Folgejahr beendete er seine Karriere. 2003 starb Wagner im Alter von 87 Jahren.